# 145062 Hashikami
145062 Hashikami este un asteroid din centura principală de asteroizi.

## Descriere
145062 Hashikami este un asteroid din centura principală de asteroizi. A fost descoperit pe 4 aprilie 2005 la Kitami de Kin Endate. Asteroidul prezintă o orbită caracterizată de o semiaxă mare de 2,72 ua, o excentricitate de 0,10 și o înclinație de 6,8° în raport cu ecliptica.